# Попельнянский консервный завод
Попельнянский консервный завод (укр. Попільнянський консервний завод) — предприятие пищевой промышленности в посёлке городского типа Попельня Житомирской области.

## История
Решение о строительстве в Попельне крупного консервного завода было принято в середине 1960-х годов, в 1966 году Попельнянский консервный завод был построен и введён в эксплуатацию в соответствии с восьмым пятилетним планом развития народного хозяйства СССР. Изначально, производственные мощности предприятия обеспечивали производство 5 млн банок фруктовых и овощных консервов 40 наименований в сезон.
В ходе газификации посёлка в 1971 году завод был подключён к магистральному газопроводу "Дашава — Киев".
По состоянию на начало 1973 года продукция завода поставлялась в торговые сети СССР, а также экспортировалась в Венгрию, Польшу и Чехословакию.
В советское время завод являлся одним из ведущих предприятий посёлка.
После провозглашения независимости Украины государственное предприятие было передано на баланс облпотребсоюза. В дальнейшем, завод начал экспорт консервов в КНР и Японию, но в 1990е годы хозяйственное положение предприятия осложнилось и в 1999 году производство было остановлено.
В начале 2004 года собственником завода стала киевская фирма ООО «Моноліт», которая приняла решение провести частичную реконструкцию завода: был установлен новый паровой котёл стоимостью 1 млн гривен и восстановлены две производственные линии по производству мясорастительных консервов. В июле 2004 года численность работников завода составляла 150 человек.
Начавшийся в 2008 году экономический кризис осложнил положение предприятия, в связи с наличием просроченной дебиторской задолженности в феврале 2012 года Национальный банк Украины отозвал у предприятия лицензию на ведение внешнеэкономической деятельности. 2012 год завод завершил с убытком 673,8 тыс. гривен.
По состоянию на 2013 год, завод входил в число крупнейших действующих предприятий Попельнянского района.